# Bernt Haas
Bernt Haas (* 8. April 1978 in Wien) ist ein ehemaliger Fussballspieler mit Schweizer und österreichischer Staatsangehörigkeit. Der Abwehrspieler war in der Schweiz, England, Frankreich und Deutschland aktiv und spielte von 1996 bis 2005 auch im Schweizer Nationaldress. Nach dem Ende seiner Spielerkarriere ist er als Funktionär tätig und seit 2022 Sportchef des Grasshopper Club Zürich.

## Karriere

### Als Spieler
Bernt Haas’ Stammposition war die des rechten Aussenverteidigers. Durch seinen robusten Körperbau konnte er aber auch die Innenverteidigerposition oder den "Staubsauger" vor der Abwehr spielen. Haas’ Stärken waren vor allem Einwürfe, Zweikampf und der Flankenlauf über die rechte Seite.
Haas begann seine Profikarriere bei den Grasshoppers Zürich, bei denen er schon als 17-Jähriger Champions-League-Erfahrung sammelte sowie in den Jahren 1995, 1996, 1998 und 2001 insgesamt viermal Schweizer Meister wurde. 1996 debütierte er zudem in der Schweizer Nationalmannschaft. 2001 wechselte er in die englische Premier League zum FC Sunderland. In der Saison 2002/03 ging er auf Leihbasis zurück in die Schweiz zum FC Basel, mit dem er bis in die Champions-League-Zwischenrunde vordrang und ausserdem den Schweizer Cup gewann. Bei seiner Rückkehr auf die Insel wechselte er zur Saison 2003/04 zu West Bromwich Albion in die zweitklassige First Division. 2004 gelang dem Verein der Aufstieg in die Premier League. Im Sommer 2004 nahm Haas mit der Nationalmannschaft zudem an der Europameisterschaft teil und kam in zwei der drei Vorrundenspiele zum Einsatz. Zu Beginn des Jahres 2005 zog es Haas zum korsischen Verein SC Bastia in der französischen Ligue 1. Nach dem Abstieg des Vereins in die Ligue 2 blieb er für ein weiteres Jahr auf der Mittelmeerinsel. In der Saison 2006/07 spielte er beim in die deutsche Zweite Bundesliga abgestiegenen rheinischen Traditionsclub 1. FC Köln. Vom 1. Juli 2007 bis Sommer 2010 war er beim FC St. Gallen in der Axpo Super League unter Vertrag.

### Als Funktionär
Vom 1. Juli 2015 bis 31. Dezember 2018 war Bernt Haas Sportchef des FC Vaduz, vom 1. Juli 2020 bis 30. Juni 2022 war er in gleicher Funktion beim FC Schaffhausen tätig. Am 1. Juli 2022 gab sein Stammverein Grasshopper Club Zürich bekannt, dass Bernt Haas ab sofort die vakante Position des Sportchefs ausfüllen wird.